# Сігфріт (король Йорвіку)
Сігфріт (*Sigfrøðr, д/н —899) — король Йорвіку у 895—899 роках.

## Життєпис
Про походження Сігфріта нічого невідомо. Був одним з впливових військовиків королівства Йорвік. У 893—894 роках очолював флот, що з моря намагалося напасти на Вессекс, а в цей час король вікінгів Гастінґ перейшов Темзу. Втім напад флоту на чолі із Сігфрітом на Ексетер було відбито військами Вессекса. Згодом Сігфріт відступив до Дубліна, де можливо став королем або ярлем Дубліну.
У 895 році Сігфріта було обрано королем Йорвіку. Невдовзі здійснив низку успішних походів проти Шотландії, захопивши Лотіан та сплюндрувавши північні області Шотландії за допомогою флота.